# Adisjiglaciären
Adisjiglaciären (georgiska: ადიშის მყინვარი, Adisjis mqinvari), eller Hadisjiglaciären (ჰადიშის მყინვარი), är en glaciär i Georgien. Den ligger i den nordvästra delen av landet, i regionen Megrelien-Övre Svanetien.